# Leopold Ludvig av Veldenz
Leopold Ludvig , född 1 februari 1625, död 29 september 1694, var hertig av Veldenz från 1634 till 1694.

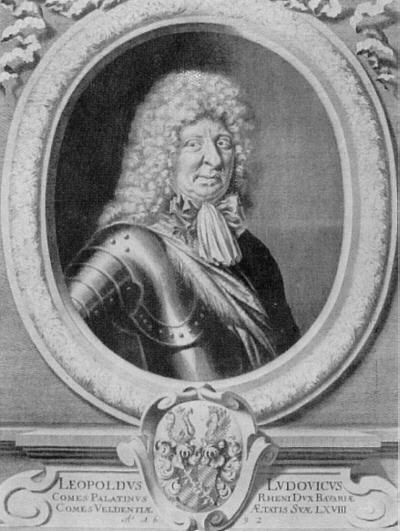
Leopold Ludvig, greve av Veldenz.

## Biografi
Leopold Ludvig föddes i Lauterecken år 1625 som den yngste sonen till Georg Gustav, greve av Veldenz och hans andra fru Maria Elisabet av Pfalz-Zweibrücken (7 november 1581 - 18 augusti 1637), dotter till hertig Johan I av Pfalz-Zweibrücken.
Efter sin fars död år 1634 efterträdde Leopold honom eftersom hans äldre bröder redan var döda. Under det trettioåriga kriget och senare även under det pfalziska tronföljdskriget ockuperades hans land av svenska, spanska och franska soldater. Leopold Ludvig dog i Strasbourg år 1694 och begravdes i Lützelstein (beläget i nuvarande Frankrike och kallas La Petite-Pierre). Eftersom han inte hade några söner ärvdes hans titlar av grenen Pfalz-Kleeburg.

## Äktenskap
Leopold Ludvig gifte sig med Agatha Christina, yngsta dotter till Filip Wolfgang av Hanau-Lichtenberg den 4 juli 1648 och fick med henne följande barn:
1. namnlös dotter (1649)
2. Anna Sofia (20 maj 1650 – 12 juni 1706)
3. Gustav Filip (17 juli 1651 – 24 augusti 1679)
4. Elisabet Johanna (22 februari 1653 – 5 februari 1718)
5. Christina (29 mars 1654 – 18 februari 1655)
6. Christina Lovisa (11 november 1655 – 14 april 1656)
7. Christian Ludvig (5 oktober 1656 – 15 april 1658)
8. Dorothea (16 januari 1658 – 17 augusti 1723)
9. Leopold Ludvig (14 mars 1659 – 17 mars 1660)
10. Karl Georg (27 maj 1660 – 3 juli 1686)
11. Agatha Eleonora (29 juni 1662 – 1 januari 1664)
12. August Leopold (22 december 1663 – 9 september 1689)